# Vere Brabazon Ponsonby, 9. hrabě z Bessborough
Vere Brabazon Ponsonby, 9. hrabě z Bessborough (Vere Brabazon Ponsonby, 9th Earl of Bessborough, 10th Viscount Duncannon, 10th Baron Bessborough, 9th Baron Ponsonby of Sysonby, 6th Baron Duncannon) (27. října 1880, Londýn, Anglie – 10. března 1956, Stoughton, Anglie) byl britský státník ze šlechtického rodu Ponsonbyů. Jako absolvent cambridgeské univerzity se zúčastnil první světové války, poté byl poslancem Dolní sněmovny, od roku 1920 zasedal ve Sněmovně lordů. V letech 1931–1935 byl generálním guvernérem v Kanadě.

## Životopis
Pocházel ze šlechtického rodu Ponsonby, byl starším synem 8. hraběte z Bessboroughu, po matce pocházel z významné podnikatelské rodiny Guest a byl bratrancem irského místokrále 1. vikomta Wimborna. Jeho mladší bratr Myles Ponsonby (1881–1915) sloužil v armádě a padl za první světové války. Vystudoval v Cambridge a původně působil jako právník, v letech 1907–1910 byl členem městské rady v Londýně. V letech 1910 a 1913–1920 byl členem Dolní sněmovny za Konzervativní stranu, v roce 1920 zdědil rodové tituly a vstoupil do Sněmovny lordů (zde zasedal jako baron Duncannon, ostatní tituly platily pouze pro Irsko). Mezitím se aktivně zúčastnil první světové války a dosáhl hodnosti kapitána. Poté se jako člen a předseda správních rad několika předních podniků věnoval ekonomice.
V letech 1931–1935 byl generálním guvernérem v Kanadě. Podobně jako všichni předchozí i následující generální guvernéři se snažil pochopit charakter Kanady především neúnavným cestováním. Z titulu své funkce sice nemohl zeslabit důsledek světové hospodářské krize, nicméně pro Kanaďany byl vítanou morální podporou. Do doby jeho úřadování spadá zásadní zákon z roku 1931, jímž Kanada získala právo samostatně rozhodovat o své zahraniční i vnitřní politice. Díky tomu Kanada v té době dosáhla zvýšení prestiže na mezinárodním poli a i na tomto progresívnín vývoji se hrabě z Bessborough aktivně podílel.
Od roku 1931 byl též členem Tajné rady, v roce 1937 získal titul hraběte z Bessborough s platností pro celou Británii. Za druhé světové války pomáhal francouzským uprchlíkům a v této záležitosti pomohl založit zvláštní odbor na ministerstvu zahraničí. V roce 1955 naposledy navštívil Kanadu.
Získal tři čestné doktoráty na kanadských univerzitách (Montréal, Toronto, Ottawa), za první světové války obdržel několik zahraničních řádů (belgický Leopoldův řád, ruský Řád sv. Anny), později se stal i rytířem francouzského řádu Čestné legie.

## Majetkové poměry a rodina
Po otci zdědil rozsáhlý majetek v Irsku s hlavním rodovým sídlem Bessborough House (hrabství Kilkenny), které nechal po první světové válce zrekonstruovat, ale v roce 1930 zámek prodal. Mezitím v roce 1924 koupil v Anglii zámek Stansted Park (Sussex).
S manželkou Roberte de Neuflize (1897–1979) měl čtyři děti:
- 1. Frederick Ponsonby, 10. hrabě z Bessborough (29. 3. 1913 Londýn – 5. 12. 1993 Chichester), do roku 1956 užíval titul vikomt Duncannon, poslanec Evropského parlamentu v letech 1973–1979
  - ⚭ 1948 Mary Munn (3. 3. 1915 Bryn Mawr – 13. 4. 2013 Filadelfie)

- 2. Desmond (4. 8. 1915 – 8. 4. 1925), tragicky zahynul
- 3. Moyra (2. 3. 1918 Londýn – 4. 12. 2016), zdravotní sestra
  - ⚭ 1945 Denis Browne (2. 4. 1892 Melbourne – 9. 1. 1967 Londýn), lékař, průkopník dětské chirurgie v Anglii

- 4. George (14. 8. 1931 Ottawa – 16. 5. 1951), svobodný a bezdětný, tragicky zahynul při výkonu vojenské služby v Německu